# NGC 5847
NGC 5847 (другие обозначения — MCG 1-38-30, ZWG 48.120, IRAS15039+0633, PGC 53928) — галактика в созвездии Дева.
Этот объект входит в число перечисленных в оригинальной редакции «Нового общего каталога».